# Digital Cinema Package
El Digital Cinema Package (Paquete Digital Para Cine, DCP por sus siglas en inglés) es una colección de archivos digitales que se usan para almacenar y transmitir cine digital, audio, imagen y flujos de datos.
El término ha sido definido por Digital Cinema Initiatives en sus recomendaciones para la compilación de contenidos de cine digital. La práctica habitual adopta una estructura de archivos organizada en varios de gran tamaño (generalmente muchos gigabytes) en formato MXF (Material Exchange Format), utilizados por separado para almacenar flujos de audio y vídeo, y archivos auxiliares de índice en formato XML.
Los archivos MXF contienen secuencias que están comprimidas, codificadas, y cifradas, con el fin de reducir la gran cantidad de almacenamiento requerido y para proteger contra el uso no autorizado. La parte de imagen está comprimida en JPEG 2000, mientras que la parte de audio es PCM lineal. El estándar de cifrado adoptado (opcional) es el AES de 128 bits en modo CBC.
Los nuevos estándares SMPTE se utilizan para cumplir las recomendaciones de los diferentes proveedores de herramientas y productores. Interop, el estándar DCP anterior, aún es requerido para ser soportado por los reproductores de DCP. 

## 3D DCP
El formato DCP también se utiliza para almacenar contenido estereoscópico (3D). En este caso, existen 48 cuadros por  segundo - 24 cuadros para el ojo izquierdo, 24 cuadros para el derecho.
Dependiendo del sistema de proyección que se utiliza, las imágenes del ojo izquierdo y el ojo derecho se muestran alternativamente (sistemas de flash doble o triple) a 48 fps o, en sistemas de 4k, las imágenes del ojo izquierdo y derecho se muestran simultáneamente, uno encima del otro, en 24 fps. En los sistemas de flash triple se requieren gafas de obturador activo, mientras que en los sistemas polarizados el filtrado óptico, tal como la polarización circular, se usa conjuntamente con gafas pasivas.
Dado que la tasa de bits máxima es siempre 250 Mbit/s, esto resulta en una red de 125 Mbit/s para una única imagen, pero la disminución de la calidad visual es generalmente imperceptible.

## Formatos según la sala
El formato que se usa es el DCP, por si la proyección se hace en una sala de cine y los formatos formato DVD y BR, si la proyección se hace en una sala polivalente.